# IC 2177
IC 2177 est une nébuleuse en émission située à environ 3 800 années-lumière de la Terre dans la constellation de la Licorne, au-dessus de la limite avec la constellation du Grand Chien[source insuffisante]. Elle s'étend sur une distance d'environ 100 années-lumière.

## Nébuleuse de la Mouette
IC 2177 est une grande nébuleuse en émission (4 fois le diamètre de la pleine lune). Elle représente les ailes de la nébuleuse de la Mouette, d'où la confusion entre les deux objets.
Dans cette région de la Voie lactée, on retrouve également les amas ouverts NGC 2335, NGC 2343, NGC 2353 et, un peu plus au nord, M50.